# コランタン号の航海
『コランタン号の航海』（コランタンごうのこうかい）は、新書館のウェブマガジン『ウィングス』に掲載中の、大木えりか原作、山田睦月作画の漫画作品である。隔月刊誌『ウィングス』でも度々不定期で掲載されている。イギリス海軍の架空の軍艦で、不思議なことが起こりまくるコランタン号とそれに関わる人々が、任務先のブルターニュ沖、アフリカ、インドそしてロンドンで様々な出来事に遭遇する。

## 概要

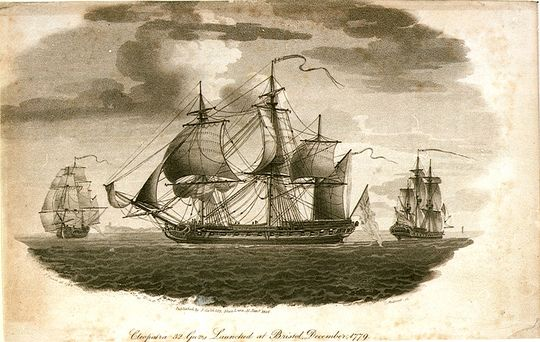
18世紀から19世紀にかけてのイギリス海軍所属のフリゲート、クレオパトラ

19世紀のはじめ、イギリスはナポレオン戦争のさなかにあった。1811年9月、海軍士官ルパート・ユースタス・マードックは6等級フリゲートのコランタンに着任するが、この軍艦はイギリス海軍の中でも、不思議なことばかりが起こる曰く付きの艦だった。しかも、最初の任務を終えて戻ったロンドンで、ルパートはインド系の少年アルジュンからガンガーの封じ珠のことを聞かされる。この珠は東インド会社に奪われたもので、アルジュンはこれを使いこなすことができた。これをひとたび解放させるととてつもない力が発せられるのだが、珠は悪事をもくろむフランスのベシャール大佐に奪われてしまい、イギリス海軍はベシャールを追って、アフリカ、そしてインドへと向かう。

### ブルターニュ編

#### サブタイトル:水底の子供（全2巻/コランタン号の航海シリーズ全8巻のうちの1・2）
ルパートの最初の任務は、フランス革命後フィニステール地方に潜伏したカンベール伯アンリを保護し、イギリスまで送り届けることだった。その一方で、この艦は不思議なことが次々に起きた。着任後早々、メス猿のホレイシアがマストから降りてきたり、そのホレイシアの飼い主である軍医ブランケットから呪術を元にした治療を受けたり、また、オレイリー航海長にだけ「見える」ミスタ・ジョーンズに紹介されたりした。しかもコランタンのメリーウェザー艦長は、若いころ乗り組んでいたドルイド号で若い女を助けたが、その彼女はイス王国の王女ダユーであるという、奇妙な体験をしていた。やがて敵地フランスに着いたコランタンだが、マードックと海兵隊中尉のウィタードを待ち構えていたのはカンベール伯ではなく、カンベール伯のふりをしたナポレオンの腹心ベシャール大佐だった。ベシャールの罠にはまり、一度は難を逃れるものの、艦に戻る途中にルパートは海の中に落ち、水底で不思議な町にたどり着き、ダユーと共に暮らしているというアンリという少年に出会う。水兵のくれた呪い紐によってルパートは艦に戻り、1隻だけ風と波に翻弄されるコランタンも、ダユーを退治することで危機を逃れ、救い出されたアンリは、艦上でみるみるうちに少年から大人の男へと変わって行った。このアンリが、本物のカンベール伯爵だったのである。その後も不思議なことが起こるコランタンだが、無事イギリスに帰着する。

### ロンドン編

#### サブタイトル:ロンドン・ヴィジョナリーズ（全3巻/コランタン号の航海シリーズ全8巻のうちの3・4・5）
イギリスに帰還したコランタン号から、伯父のもとに身を寄せたアンリが姿を消してしまう。ルパートはホレイシアに導かれるようにしてアンリと再会するが、夜のロンドン橋に現れた美しい女に幻惑され、テムズ川に落ちてしまう。ルパートは、アンリの友達で、下町育ちのベッツィとアルジュンに助けられた。アルジュンの父親は元々インド出身で、東インド会社に奪われた「ガンガーの封じ珠」と呼ばれる秘宝を追ってイギリスに来ていたのだった。その一方で、コランタンに乗り組む水兵の強制徴募が始まっていたが、なぜかアルジュンもその対象となっていた。そのアルジュンはガンガーの封じ珠を盗もうとしてアンリと知り合い、アンリはアルジュンと共に珠を持って伯父の屋敷を飛び出したのだった。生憎ドクトル・カロンというメスマー主義者が「動物磁気」を提唱し、それで人々を癒し、ロンドン橋を壊して、ロンドンの街を解放しようともくろんでいたが、真の黒幕は彼を操るベシャール大佐だった。ルパートが橋の上で見かけたのは、かつて人柱となって以来、ロンドン橋の守護神であった「レディ・リー」だったのだが、ベシャールは珠を使ってレディ・リーを消そうとする。アンリとルパートの活躍で、レディ・リーは救われたが、今度はカロンがロンドン橋の人柱となり、ベシャールは珠を奪って逃走する。コランタンに下る追跡命令。そのコランタンでは、アルジュンがミジップマンと同じ訓練を受けるのを嫌がり、艦上に現れたミスタ・ジョーンズにたしなめられる。アルジュンもまた「見える」人間だったのだ。　

### アフリカ編

#### サブタイトル:アホウドリの庭（全1巻/コランタン号の航海シリーズ全8巻のうちの6）
コランタンは出港し、ベシャールが乗っているパンドラ号を追いかけてアフリカのとある集落にたどり着くが、艦上でメリーウェザーが後頭部を打って人事不省に陥り、妖術に詳しいブランケットに、魂が抜け出た状態であると告げられる。結局物資補給のためその集落に立ち寄るが、そこの人々の素性が明らかになって行く。彼らはかつて奴隷貿易でイギリスに連れてこられ、その後逃げ出した逃亡奴隷だった。集落の長であり祈祷師であるロクワリアから奴隷貿易の実情やアフリカに戻ったいきさつなどを聞かされ、ルパートは何か複雑なものを感じる。その後メリーウェザーも回復し、一時気を失っていたウィタードも元に戻って、コランタンは再びパンドラを追ってインドに向かう。

### インド編

#### サブタイトル:フィドラーズ・グリーン（全2巻/コランタン号の航海シリーズ全8巻のうちの7・8）
コランタンはベシャールを追ってインドに上陸した。ガンガーの封じ珠の手がかりのため、アルジュンの出自が調べられることになる。そしてコランタンは、ベシャール大佐がいると思われるベナレスに向かうが、この時イギリス人女性ミス・ダグラスが、ウダル王国の王妃のサティーを止めるために乗艦する。サティーとは、夫が死んだ後、妻が焼身自殺するという、高位のヒンドゥー教徒の習慣であった。久々にインドにいる兄たちとの再会も果たしたルパートだが、大変なことが起こった。王妃の命により、珠を操ることができるアルジュンが、寝返ったウィタードに取り押さえられてしまったのだ。ルパートを含むメリーウェザーの士官たちはやむなく退却する。
単行本には「はみだしコランタン」という、それぞれの話のあらすじに沿った、イギリス海軍や時代背景に関する豆知識が各話の終わりに挿入されている。また、各編の終わりには「はみだしコランタン制作部」として、山田、大木の2人の作者の制作裏話がコミック形式で紹介されている。

## 登場人物
ルパート・ユースタス・マードック
主人公。コランタンの二等海尉。実家は工場を営んでいたが、自分には不向きだと思って海軍に入る。最初は不思議なことばかり起こるコランタンに馴染めなかったが、次第に溶け込んでいく。
デイヴィッド・メリーウェザー
温厚で頼れる艦長。18年間コランタンの指揮官を務めているが、詳しい経歴は不明である。水兵たちからは、艦長は実は猫であるといわれている。
アラン・ブラックウェル
子供時代は炭鉱で働いた経験を持つ、ポーカーフェイスで無口、有能な一等海尉。艦長を非常に慕ってもいる。
ドクター・エブニーザ・ブランケット
元々は哲学者であるが、パリでルソー信者と対立して西アフリカに行き、そこで呪医に入門した。彼が調合する呪薬は効能あらたかだが、皆おそれをなしている。内科医でもある。
アンドリュー・ウィタード
ボンベイ出身の海兵隊中尉でヒンドゥー語が得意。ルパートとは同年代で、大酒のみであり、ガンルームの雰囲気の盛り上げ役である。
カンベール伯アンリ
フランスの貴族。フランス革命後ブルターニュ地方に逃れ、水底のイス王国で少年のまま20年間暮らしてきた。コランタンに救出されて以来、ロンドンの伯父の元に身を寄せるが、アルジュンと共にガンガーの封じ珠を持って行方をくらまし、以後コランタンと行動を共にする。
オレイリー
アイルランド出身の航海長、霊的な存在を「見る」「聞く」能力がある。
タウシグ
コランタンの物資管理に携わる主計長。特技は怪談である。
マッカレル
メリーウェザーと共にドルイド号で任務についた後、共にコランタンに転属したベテラン掌帆長。
マートン、ウィルブリー、オールド・ジョージ
3人とも水兵で右舷当直班、同じテーブルで食事をするメス・メイトでもある。オールド・ジョージは経験豊富、霊感のあるウィルブリー、そしていつも何かに驚いているような声を上げるのがマートンである。
ミスタ・ジョーンズ
オレイリー航海長とアルジュンにだけ見えるコランタンの乗員。士官昇進を前に落命するが、ガンルームには彼の席が設けられており、自分の存在を認めてもらえないと艤装をめちゃめちゃにしたり、砲弾を転がしたりする。
アルジュン
両親はインド出身だが本人はロンドン生まれ。ガンガーの封じ珠を持ってアンリと共に行動するが、ベシャールに奪われてしまう。珠を追ってコランタンに乗り込み、乗員と生活を共にする。
ベシャール大佐
ナポレオンの腹心。当初はカンベール伯アンリを装って、ルパートたちイギリス海軍士官を嵌めようとする。その後ガンガーの封じ珠をアルジュンたちから奪い取り、アフリカ、そしてインドへと逃亡する。
ベッツィ
アルジュンと共に育った少女。魚市場の仲買人をしている祖父を手伝うかたわら、ロンドン橋破壊の件でルパートやアンリ、アルジュンと行動する。
ホレイシア
アフリカで神とあがめられているメス猿。ネルソン提督の娘と同じ名前である。元々はブランケットのペットといわれているが、コランタンの守護神的な存在でもあり、普段はマストの上にいるが、時々ガンルームを訪れる。

## 単行本
- 大木えりか原作 山田睦月作画『コランタン号の航海 水底の子供1』新書館、2007年 ISBN 978-4-403-61882-6
- 大木えりか原作 山田睦月作画『コランタン号の航海 水底の子供2』新書館、2008年 ISBN 978-4-403-61893-2
- 大木えりか原作 山田睦月作画『コランタン号の航海 ロンドン・ヴィジョナリーズ1』新書館、2009年 ISBN 978-4403619441
- 大木えりか原作 山田睦月作画『コランタン号の航海 ロンドン・ヴィジョナリーズ2』新書館、2009年 ISBN 978-4-403-61951-9
- 大木えりか原作 山田睦月作画『コランタン号の航海 ロンドン・ヴィジョナリーズ3』新書館、2010年 ISBN 978-4-403-61956-4
- 大木えりか原作 山田睦月作画『コランタン号の航海 アホウドリの庭』新書館、2012年 ISBN 978-4-403-62145-1
- 大木えりか原作 山田睦月作画『コランタン号の航海 フィドラーズ・グリーン1』新書館、2016年 ISBN 978-4-403-62209-0
- 大木えりか原作 山田睦月作画『コランタン号の航海 フィドラーズ・グリーン2』新書館、2016年 ISBN 978-4-403-62211-3